# Vals de Daumairac
Vals-le-Chastel és un municipi francès situat al departament de l'Alt Loira i a la regió d'Alvèrnia-Roine-Alps. L'any 2019 tenia 43 habitants.

## Demografia
El 2007 tenia 49 habitants. Hi havia 41 habitatges, 22 eren habitatges principals, 14 segones residències i cinc estaven desocupats. La població ha evolucionat segons el següent gràfic:

## Economia
El 2007 la població en edat de treballar era de 30 persones, 24 eren actives i 6 eren inactives. Hi havia una empresa de fabricació de productes industrials i una un taller de reparació d'automòbils i de material agrícola.